# Ugo Adinolfi
Ugo Adinolfi (Milano, 1º aprile 1943 – Roma, 26 aprile 2016) è stato un attore italiano.

## Biografia
Originario di Salerno, diplomatosi al Centro sperimentale di cinematografia di Roma, fu un attore caratterista o di secondo piano presente in una cinquantina di film italiani. Da sottolineare la sua parte nel film Un amore oggi di Edoardo Mulargia.
Lasciò il cinema intorno al 1975. Negli anni successivi, ottenuta una laurea in scienze politiche e una in giurisprudenza, divenne un impiegato e dirigente ministeriale. 
Morì il 26 aprile 2016 dopo una lunga malattia .

## Vita privata
Era padre del giornalista e politico Mario Adinolfi.

## Filmografia

### Cinema
- Non faccio la guerra, faccio l'amore, regia di Franco Rossi (1966)
- Killer Kid, regia di Leopoldo Savona (1967)
- La cintura di castità, regia di Pasquale Festa Campanile (1967)
- Ric e Gian alla conquista del West, regia di Osvaldo Civirani (1967)
- La morte ha fatto l'uovo, regia di Giulio Questi (1968)
- Il pistolero segnato da Dio, regia di Giorgio Ferroni (1968)
- Quella sporca storia nel West, regia di Enzo G. Castellari (1968)
- Sangue chiama sangue, regia di Luigi Capuano (1968)
- Il momento di uccidere, regia di Giuliano Carnimeo (1968)
- Se incontri Sartana prega per la tua morte, regia di Gianfranco Parolini (1968)
- Uno di più all'inferno, regia di Giovanni Fago (1968)
- Il figlio di Aquila Nera, regia di Guido Malatesta (1968)
- Il lungo giorno del massacro, regia di Alberto Cardone (1968)
- Silvia e l'amore, regia di Sergio Bergonzelli (1968)
- Tenderly, regia di Franco Brusati (1968)
- Un certo giorno, regia di Ermanno Olmi (1968)
- Chimera, regia di Ettore Maria Fizzarotti (1968)
- Roma come Chicago, regia di Alberto De Martino (1968)
- Vacanze sulla Costa Smeralda, regia di Ruggero Deodato (1968)
- Quel caldo maledetto giorno di fuoco, regia di Paolo Bianchini (1968)
- Il mercenario, regia di Sergio Corbucci (1968)
- Ammazzali tutti e torna solo, regia di Enzo G. Castellari (1968)
- I 2 deputati, regia di Giovanni Grimaldi (1968)
- La battaglia di El Alamein, regia di Giorgio Ferroni (1969)
- L'alibi, regia di Adolfo Celi, Vittorio Gassman e Luciano Lucignani (1969)
- Il ragazzo che sorride, regia di Aldo Grimaldi (1969)
- La legge della violenza (Tutti o nessuno), regia di Gianni Crea (1969)
- Un corpo caldo per l'inferno, regia di Franco Montemurro (1969)
- Sette baschi rossi, regia di Mario Siciliano (1969)
- Indovina chi viene a merenda?, regia di Marcello Ciorciolini (1969)
- Tarzana, sesso selvaggio, regia di Guido Malatesta (1969)
- Amarsi male, regia di Fernando Di Leo (1969)
- Il dito nella piaga, regia di Tonino Ricci (1969)
- Uccidete Rommel, regia di Alfonso Brescia (1969)
- Io, Emmanuelle, regia di Cesare Canevari (1969)
- La battaglia d'Inghilterra, regia di Enzo G. Castellari (1969)
- La stagione dei sensi, regia di Massimo Franciosa (1969)
- Zorro marchese di Navarra, regia di Franco Montemurro (1969)
- Una storia d'amore, regia di Michele Lupo (1969)
- Indagine su un cittadino al di sopra di ogni sospetto, regia di Elio Petri (1970)
- Un amore oggi, regia di Edoardo Mulargia (1970)
- I due maghi del pallone, regia di Mariano Laurenti (1970)
- Un uomo chiamato Apocalisse Joe, regia di Leopoldo Savona (1970)
- La ragazza del prete, regia di Domenico Paolella (1970)
- Mazzabubù... Quante corna stanno quaggiù?, regia di Mariano Laurenti (1971)
- Per grazia ricevuta, regia di Nino Manfredi (1971)
- Ma che musica maestro, regia di Mariano Laurenti (1971)
- Testa t'ammazzo, croce... sei morto - Mi chiamano Alleluja, regia di Giuliano Carnimeo (1971)
- Un posto ideale per uccidere, regia di Umberto Lenzi (1971)
- Il giorno del giudizio, regia di Mario Gariazzo (1971)
- Gli fumavano le Colt... lo chiamavano Camposanto, regia di Giuliano Carnimeo (1971)
- I due assi del guantone, regia di Mariano Laurenti (1971)
- Il sergente Rompiglioni diventa... caporale, regia di Mariano Laurenti (1975)
- Istantanea per un delitto, regia di Mario Imperoli (1975)

### Televisione
- Il Poverello – miniserie TV (1968)